# Rue Albert
La rue Albert est une voie du 13e arrondissement de Paris, en France.

## Situation et accès
La rue Albert est une voie publique située dans le 13e arrondissement de Paris. Elle débute au 62, rue Regnault et se termine au 53, rue de Tolbiac.

## Origine du nom
Elle doit son nom à Alexandre Martin (1815-1895), dit Albert, ouvrier mécanicien et homme politique.

## Historique
Cette voie initialement située sur la commune d’Ivry-sur-Seine était, entre les rues des Terres-au-Curé et de Tolbiac, une partie du sentier ou chemin de la coupe-des-Terres-au-Curé. 
Elle porte les noms de « rue des Chamaillards » ou « rue du Champ-Maillard », du nom d'un ancien lieu-ditpuis attachée à la voirie de Paris en 1863, elle prend son nom actuel en 1896.

## Bâtiments remarquables et lieux de mémoire
- No 19 : Centre culturel du Vietnam en France depuis 2008[2].

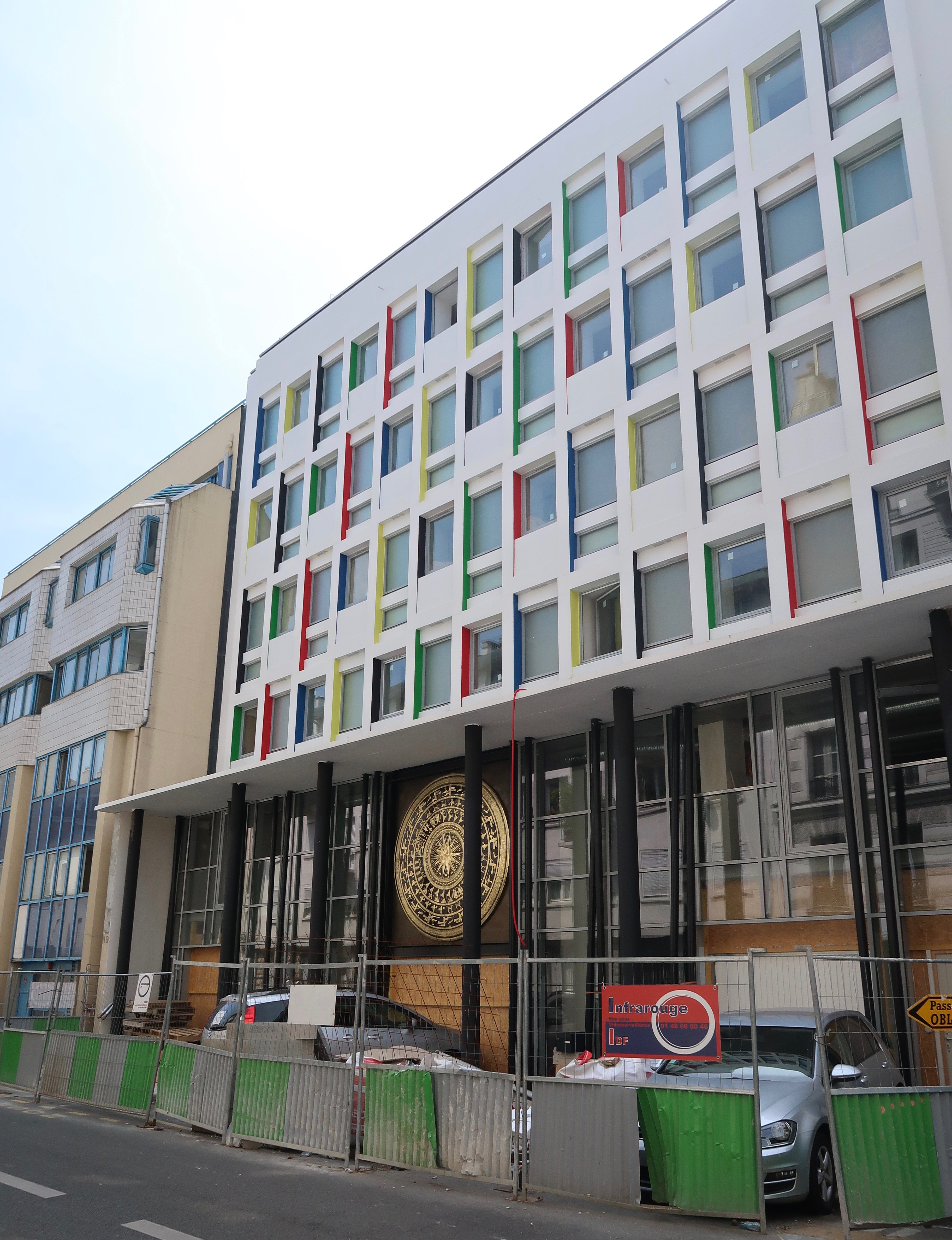
No 19.
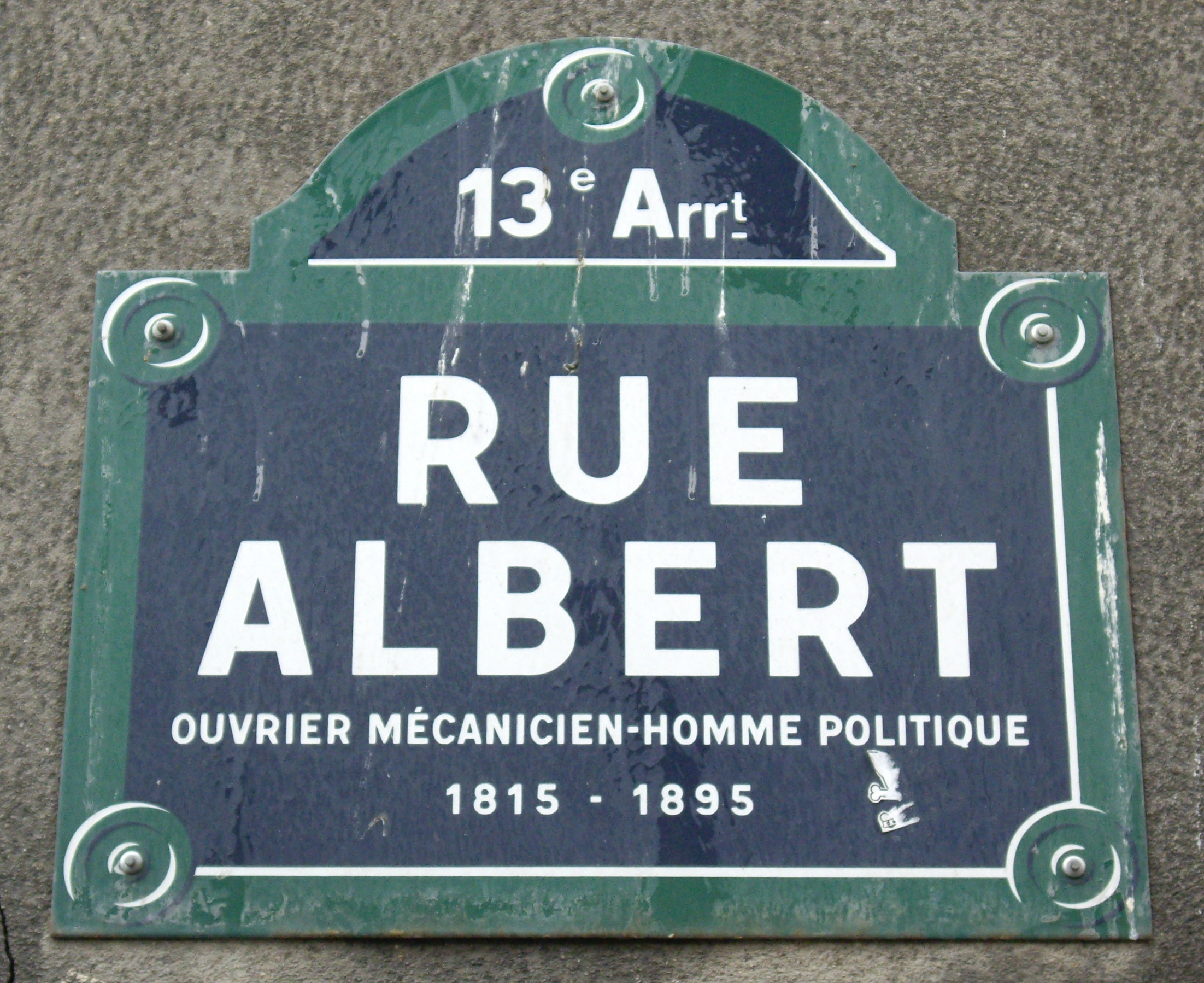
Plaque de rue.